# Odalisk

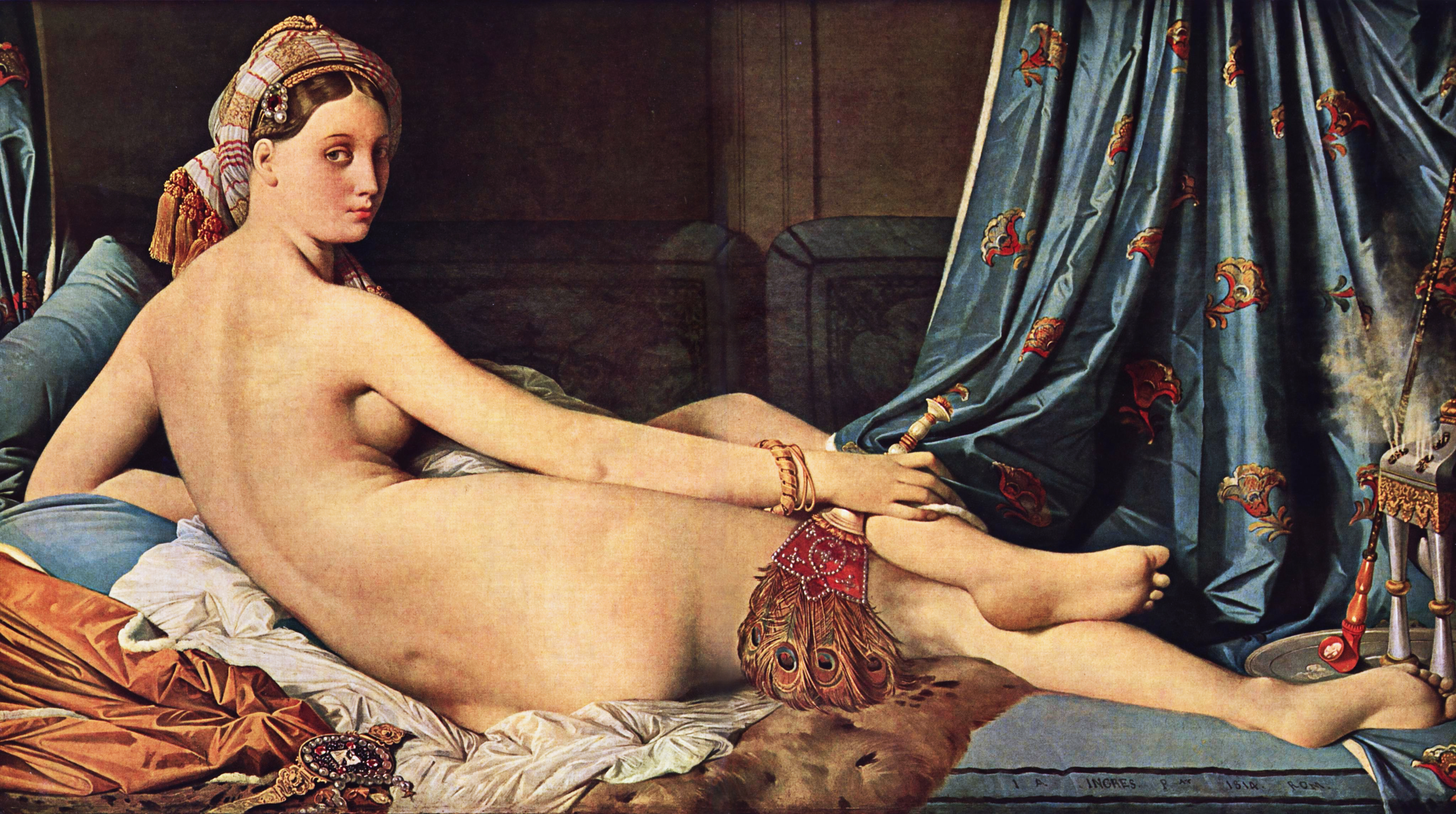
La grande odalisque (1814) van Ingres; 91 x 162 cm, Louvre, Parijs

Een odalisk was een slavin of concubine in de harem van de Turkse sultan.
Het woord kwam waarschijnlijk via het Franse odalisque naar de Nederlandse taal. Het is afkomstig van het Turkse odalık, dat kamermeisje betekent (oda betekent kamer).
De odalisk was tijdens de 19e-eeuwse westerse kunst een geliefd figuur voor kunstschilders. Zij schilderden graag een naakte vrouw, meestal liggend op een divan. Deze schilderperiode wordt ook wel het oriëntalisme genoemd. Meestal kijkt de odalisk de aanschouwer van het schilderij direct aan.
Echter ook een moderne schilder als Matisse schilderde odalisken, ook in oriëntale gedachtensfeer, bijvoorbeeld met een kort, open jasje en een wijde pofbroek, altijd verleidelijk liggend. In de fotografie komt men ook odalisken tegen.